# Clima de l'Azerbaidjan

Carta de l'Azerbaidjan de la classificació climàtica de Köppen.

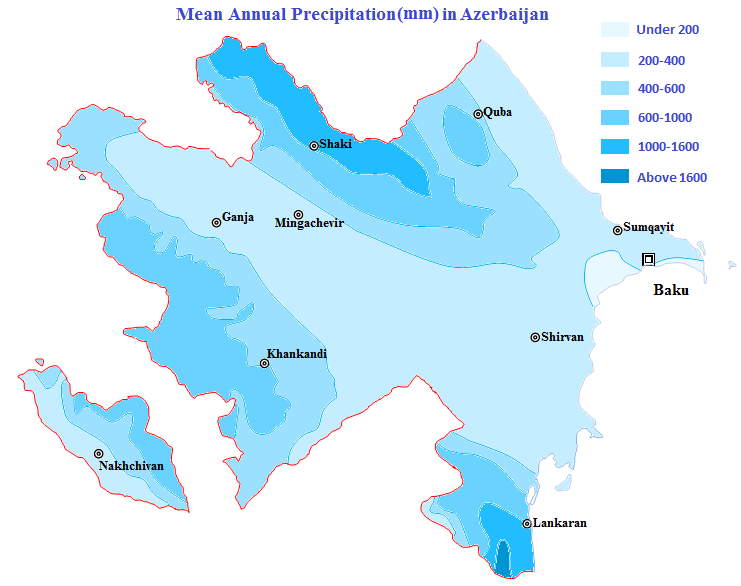
Precipitació mitjana anual a l'Azerbaidjan (mm).

El clima de l'Azerbaidjan és molt divers. Nou de les onze existents zones climàtiques són presents a l'Azerbaidjan.

## Geografia
L'Azerbaidjan es troba a l'extrem nord del subtròpic, entre una part sud-est del Caucas i una altra nord-oest de l'altiplà iranià. Contribueixen a la seva diversitat climatològica, la ubicació geogràfica i el paisatge complicats, la seva proximitat a la mar Càspia, l'efecte de la radiació del sol, les masses d'aire de diferent origen, etc.

### Paisatges
Com un país predominantment muntanyós, Azerbaidjan està envoltat pel Gran Caucas, Caucas Menor, Talix i les muntanyes iranianes del nord. A la plana de Kur-Araz, entre el Gran i el Menor Caucas, s'estén el Mar Caspi a la part oriental del país. El Gran Caucas, situat al nord del país, s'estén des del nord-oest al sud-est, protegint al país d'influències directes de masses d'aire fred del nord. Això porta a la formació d'un clima subtropical en la major part dels cordons i planes del país. Altres cadenes muntanyoses que envolten el país també influeixen en la circulació de l'aire. La complexitat del paisatge, no uniforme, provoca la formació de zones climàtiques i crea zones climàtiques verticals.

### Radiació solar
Les planes i turons de l'Azerbaidjan tenen altes taxes d'insolació. El sol brilla de 2.200-2.400 ha anuals a les terres baixes de Kur-Araz, la península Apsheron i altres planes i turons, i de 2.600-2.800 ha les planes al voltant del riu Aras en regions de Nakhtxivan. A causa de l'augment de la nuvolositat en regions muntanyoses, aquestes zones reben només 1.900-2.200 ha de sol directe.
En altituds de més de 3000 msnm hi sol brillant 2.200-2.500 ha l'any. La radiació total anual és igual a 128-132 kcal/cm² (118-122 kWh/ft²). Cap a les muntanyes, declina a 120-124 kcal/cm² (109-113 kWh/ft²), a altituds de 500 a 600 msnm, i s'incrementa gradualment aconseguint 140-150 kcal/cm² (129-139 kWh/ft²) a altituds per sobre de 3000 msnm al Caucas Major i Menor.
La quantitat total de radiació solar que afecta les planes Araz en els totals de Nakhtxivan 148-150 kcal/cm² (137-139 kWh/ft²). S'incrementa a les muntanyes, arribant a 152-160 kcal/cm² (140-148 kWh/ft²). La radiació solar, en planes i cordons muntanyosos del país arriba a 40-50 kcal/cm² (37-46 kWh/ft²); a Lenkoran, 50-60 kcal/cm² (46-55 kWh/ft²); i, en les seves muntanyes, 15-25 kcal/cm² (14-23 kWh/ft²).

### Circulació de masses d'aire
En la formació del clima a l'Azerbaidjan influencien diferents masses d'aire. Les fredes, com la de Kara i anticiclons àrtics escandinaus, dels temperats siberians, i les Açores marítimes donen màxima influència del clima. De la mateixa manera, les masses tropicals d'aire calent (anticicló subtropical i ciclons sud), així com dels anticiclóns de l'Àsia central i les condicions climàtiques locals, tenen influència. Aquestes masses d'aire entren al país de diferents maneres gràcies a la seva variada geografia. Per tant, tot i que no impedeixin que les masses calents que entren a l'Azerbaidjan des del sud, les masses d'aire continentals i marítimes fredes causen canvis en les propietats d'aquestes masses d'aire calent, i influeixen en la dinàmica de l'atmosfera.

## Aspectes majors
Algunes de les principals influències sobre el clima de l'Azerbaidjan són: temperatura, precipitació, humitat, taxa d'evaporació, i cobertura de núvols.

### Temperatura

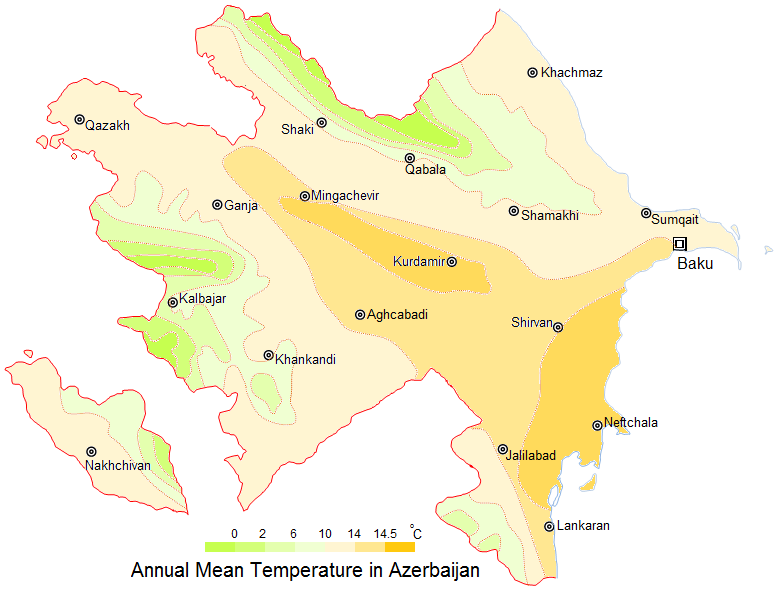
Temperatura mitjana anual a l'Azerbaidjan (°C).

El règim de temperatura i la seva distribució al llarg de l'Azerbaidjan és regular, i depèn de les característiques de les masses d'aire que arriben al país, del panorama regional, i de la proximitat a la mar Càspia. El mar fa que les temperatures a les zones marítimes fins a 20 km de distància al mar, declini en estius i augmenti en hiverns. Alhora, el mar modera la influència de les masses d'aire calents i secs procedents de l'Àsia central. La temperatura mitjana anual és de 14 a 15 °C a la plana de Kur-Araz, regions costaneres del sud de la península Absheron, i la plana de Lenkoran. La temperatura disminueix amb la proximitat a les muntanyes, amb una mitjana 4 a 5 °C a l'altitud de 2000 msnm, i d'1 a 2 °C a 3000 m.
Tant la temperatura mínima absoluta (de -33 °C) i la màxima absoluta (de 46 °C) es van observar en Julfa i en Ordubad.

### Precipitació
La màxima precipitació anual caiguda en Lenkoran és de 1.600 a 1.800 mm i la mínima, a la península Absheron de 200 a 350 mm.

### Diagrames ombrotèrmics d'algunes ciutats
D'acord al mètode de classificació bioclimàtica dissenyat per Gaussen, estableix que la distribució de la temperatura i la precipitació durant el curs de l'any, té major importància que les seves mitjanes anuals. Aquesta classificació es basa en el ritme de la temperatura i precipitació en el curs de l'any, tenint en compte els períodes que són favorables o desfavorables per a la vegetació com: període humit, sec, càlid, fred.

#### Meteorologia deBakú, altitud 85 msnm (període 1971-1990)
| Paràmetres climàtics mitjans de                        | Paràmetres climàtics mitjans de | Paràmetres climàtics mitjans de | Paràmetres climàtics mitjans de | Paràmetres climàtics mitjans de | Paràmetres climàtics mitjans de | Paràmetres climàtics mitjans de | Paràmetres climàtics mitjans de | Paràmetres climàtics mitjans de | Paràmetres climàtics mitjans de | Paràmetres climàtics mitjans de | Paràmetres climàtics mitjans de | Paràmetres climàtics mitjans de | Paràmetres climàtics mitjans de |
| Mes                                                    | Gen.                            | Feb.                            | Mar.                            | Abr.                            | Mai.                            | Jun.                            | Jul.                            | Ago.                            | Set.                            | Oct.                            | Nov.                            | Des.                            | Anual                           |
| ------------------------------------------------------ | ------------------------------- | ------------------------------- | ------------------------------- | ------------------------------- | ------------------------------- | ------------------------------- | ------------------------------- | ------------------------------- | ------------------------------- | ------------------------------- | ------------------------------- | ------------------------------- | ------------------------------- |
| Temperatura diària màxima °C (°F)                      | 6,6 (43,9)                      | 6,3 (43,3)                      | 9,8 (49,6)                      | 16,4 (61,5)                     | 22,1 (71,8)                     | 27,3 (81,1)                     | 30,6 (87,1)                     | 29,7 (85,5)                     | 25,6 (78,1)                     | 19,6 (67,3)                     | 13,5 (56,3)                     | 9,7 (49,5)                      | 18,1 (64,6)                     |
| Temperatura diària mínima °C (°F)                      | 2,1 (35,8)                      | 2,0 (35,6)                      | 4,2 (39,6)                      | 9,4 (48,9)                      | 14,9 (58,8)                     | 19,7 (67,5)                     | 22,2 (72)                       | 22,9 (73,2)                     | 19,4 (66,9)                     | 13,6 (56,5)                     | 8,8 (47,8)                      | 4,8 (40,6)                      | 12,0 (53,6)                     |
| Precipitació total mm (polzades)                       | 21 (0,8)                        | 20 (0,8)                        | 21 (0,8)                        | 18 (0,7)                        | 18 (0,7)                        | 8 (0,3)                         | 2 (0,1)                         | 6 (0,2)                         | 15 (0,6)                        | 25 (1)                          | 30 (1,2)                        | 26 (1)                          | 192 (7,6)                       |
| Font: El clima de Bakú (en °C i mm, mitjanes mensuals) |                                 |                                 |                                 |                                 |                                 |                                 |                                 |                                 |                                 |                                 |                                 |                                 |                                 |

#### Meteorologia deLenkoran, altitud -12 m (període 1971-1990)
| Paràmetres climàtics mitjans de                            | Paràmetres climàtics mitjans de | Paràmetres climàtics mitjans de | Paràmetres climàtics mitjans de | Paràmetres climàtics mitjans de | Paràmetres climàtics mitjans de | Paràmetres climàtics mitjans de | Paràmetres climàtics mitjans de | Paràmetres climàtics mitjans de | Paràmetres climàtics mitjans de | Paràmetres climàtics mitjans de | Paràmetres climàtics mitjans de | Paràmetres climàtics mitjans de | Paràmetres climàtics mitjans de |
| Mes                                                        | Gen.                            | Feb.                            | Mar.                            | Abr.                            | Mai.                            | Jun.                            | Jul.                            | Ago.                            | Set.                            | Oct.                            | Nov.                            | Des.                            | Anual                           |
| ---------------------------------------------------------- | ------------------------------- | ------------------------------- | ------------------------------- | ------------------------------- | ------------------------------- | ------------------------------- | ------------------------------- | ------------------------------- | ------------------------------- | ------------------------------- | ------------------------------- | ------------------------------- | ------------------------------- |
| Temperatura diària màxima °C (°F)                          | 7,2 (45)                        | 7,2 (45)                        | 11,0 (51,8)                     | 17,5 (63,5)                     | 22,5 (72,5)                     | 27,2 (81)                       | 30,4 (86,7)                     | 29,5 (85,1)                     | 25,9 (78,6)                     | 19,9 (67,8)                     | 14,1 (57,4)                     | 10,1 (50,2)                     | 18,4 (65,1)                     |
| Temperatura diària mínima °C (°F)                          | 0,0 (32)                        | 1,0 (33,8)                      | 3,9 (39)                        | 8,6 (47,5)                      | 13,1 (55,6)                     | 17,5 (63,5)                     | 20,1 (68,2)                     | 19,7 (67,5)                     | 16,9 (62,4)                     | 11,8 (53,2)                     | 6,7 (44,1)                      | 2,5 (36,5)                      | 10,2 (50,4)                     |
| Precipitació total mm (polzades)                           | 91 (3,6)                        | 114 (4,5)                       | 90 (3,5)                        | 50 (2)                          | 54 (2,1)                        | 22 (0,9)                        | 17 (0,7)                        | 50 (2)                          | 143 (5,6)                       | 259 (10,2)                      | 168 (6,6)                       | 88 (3,5)                        | 1.146 (45,1)                    |
| Font: El clima de Lenkoran (en °C i mm, mitjanes mensuals) |                                 |                                 |                                 |                                 |                                 |                                 |                                 |                                 |                                 |                                 |                                 |                                 |                                 |

## Tipus climàtics

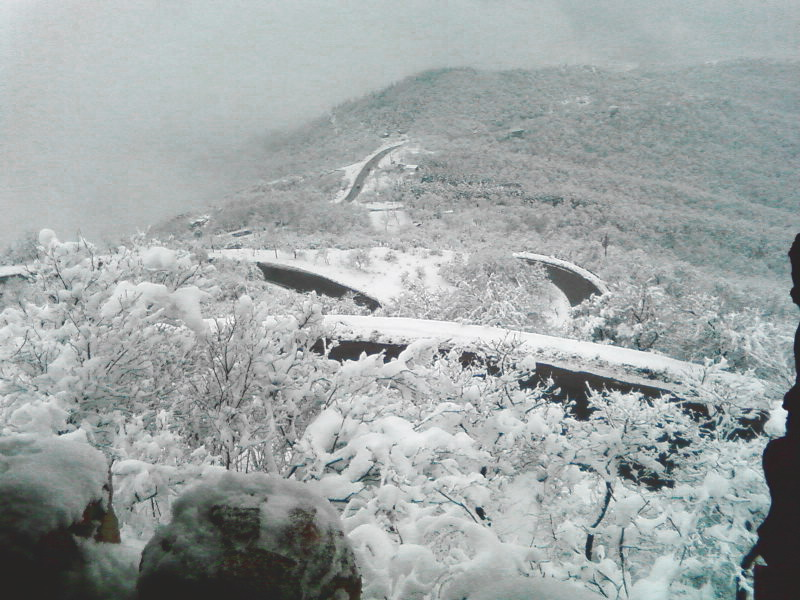
Hivern al Districte de Samaxi.

Tenint en compte la distribució i característiques del clima, com temperatura, humitat i precipitació, nou dels onze patrons del clima en la classificació climàtica de Köppen es poden trobar a l'Azerbaidjan. Molts d'aquests patrons es divideixen en subtipus.
- Clima semiàrid i d'estepes seques cobreix les terres baixes centrals de Kur dels 400 msnm, la zona del Caspi des del final del riu Samur del golf Gizil Agaj, les planes de Nakhtxivan llarg del riu Araz, i les valls de les Muntanyes Talish per sota de 1000 msnm. La precipitació anual cobreix entre el 15-50% de la possible evaporació. Els hiverns són generalment frescos (encara que freds en les planes al llarg del riu Aras, ia les valls de les Muntanyes Talish). Els estius poden arribar a ser molt calents, de vegades de més de 40 °C.[3]
- Clima semi desèrtic i sec d'estepa amb hivern fred i estiu càlid sec.
- Clima temperat amb hiverns suaus i secs cobreix els turons al sud (per sota de 1000 msnm del Caucas Major, la vall Ganikh-Eyrichay entre 200 a 500 msnm, i turons del nord i est del Caucas Menor entre 400 a 1500 msnm. La quantitat de precipitació anual cobreix entre el 50 a 100 per cent de la possible evaporació en aquesta zona climàtica.[3]
- Clima càlid moderat, amb estius secs cobreix la regió de Lankaran-Astara. Els registres de precipitació anual són 100 a 150% o més de la possible evaporació. Hiverns freds, estius càlids i secs, i tardors plujoses. El període de maig a agost és generalment sec, el que requereix reg artificial.[3]
- Hiverns freds, i secs cobreixen els turons del sud-est del Gran Caucas entre 1000–2700 m, i les regions muntanyoses del Caucas Menor entre 1400-2700 msnm. La precipitació anual cobreix entre el 75 a 100% de la possible evaporació. Els estius són frescos i els hiverns suaus.[3]
- Clima fred amb estius frescos i secs cobreix les muntanyes mitjanes i altes de RA Nakhtxivan entre 1000 a 3000 m. La precipitació anual cobreix entre el 50 a 100% de la possible evaporació. Estius frescos, i hiverns prou freds per la neu.[3]
- Clima moderat amb igual distribució de la pluja cobreix els boscos de muntanya al sud, entre 600 a 1500 msnm, i turons al nord-est del Gran Caucas entre 200 a 500 msnm. La precipitació anual cobreix entre el 75-100% de la possible evaporació en els cordons meridionals, i del 50-100% en les del nord. Hiverns freds, i estius càlids.[3]
- Clima fred amb fortes precipitacions, durant tot l'any, es produeix en els pujols al sud de la Gran Caucas entre 1500-2700 msnm, incloent boscos, zones subalpines i alpines. La precipitació anual cobreix entre el 150-200% de la possible evaporació. Hiverns freds, estius frescos.[3]
- La prat alpí cobreix les zones del Caucas Gran i Menor per sobre de 2700 msnm, i de Nakhtxivan per sobre de 3200 msnm. La precipitació anual cobreix entre el 100-200% de la possible evaporació. Hiverns i estius són dos freds. En alguns llocs, la neu no es fon fins a l'hivern següent.[3]